# عد وردي سلبي الغرام
عد وردي سلبي الغرام (بالإنجليزية: Gram-negative rosacea)‏ هو حالة جلدية يمكن ملاحظتها سريريا في المرحلة الثانية أو الثالثة من العد الوردي.